# Meenhabal, Sedam
Meenhabal là một làng thuộc tehsil Sedam, huyện Gulbarga, bang Karnataka, Ấn Độ.